# Zipaetis saitis
Zipaetis saitis är en fjärilsart som beskrevs av William Chapman Hewitson 1863. Zipaetis saitis ingår i släktet Zipaetis och familjen praktfjärilar. Inga underarter finns listade i Catalogue of Life.

## Bildgalleri

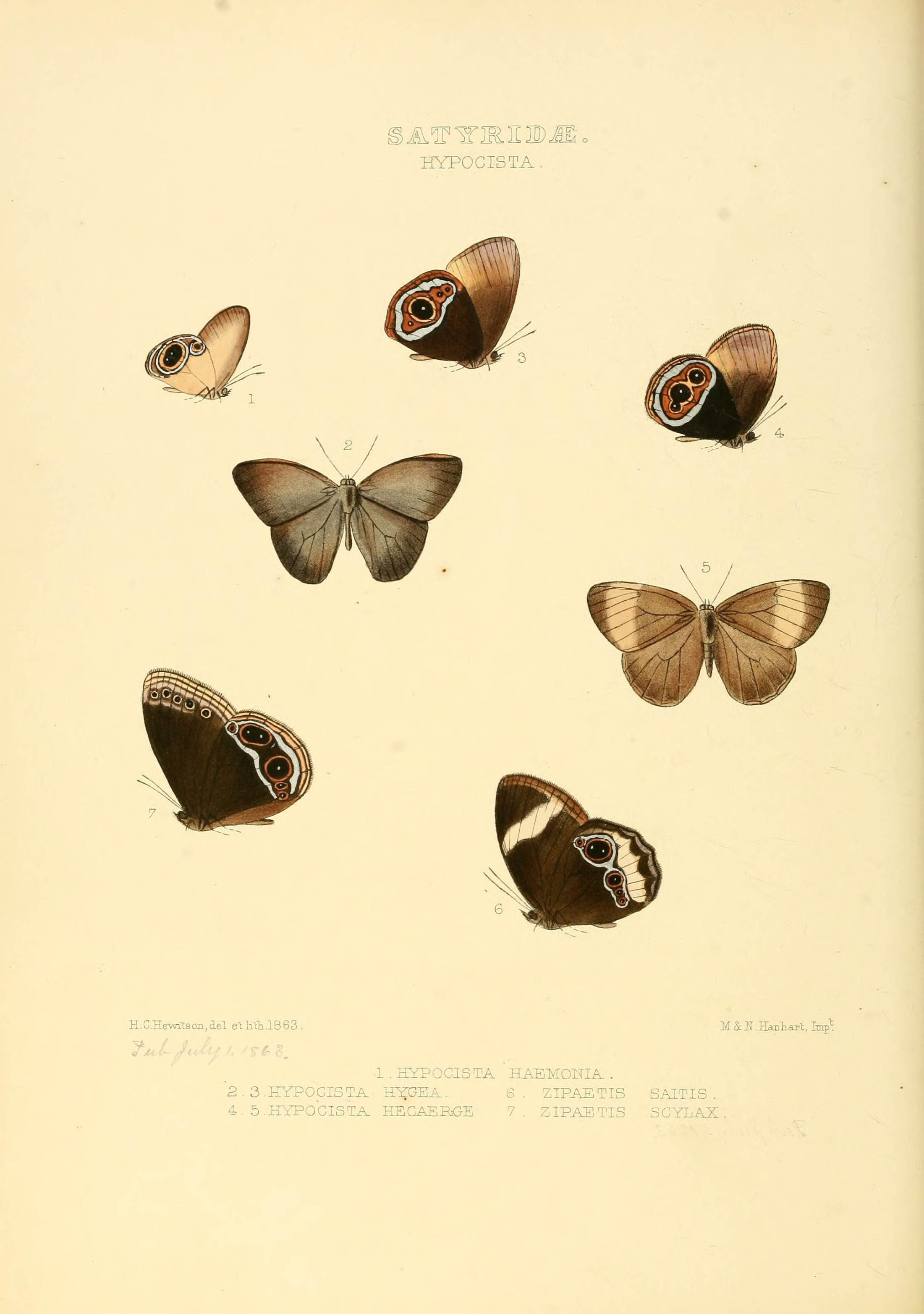
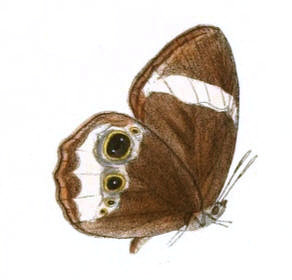
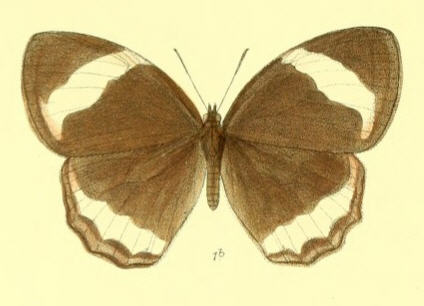
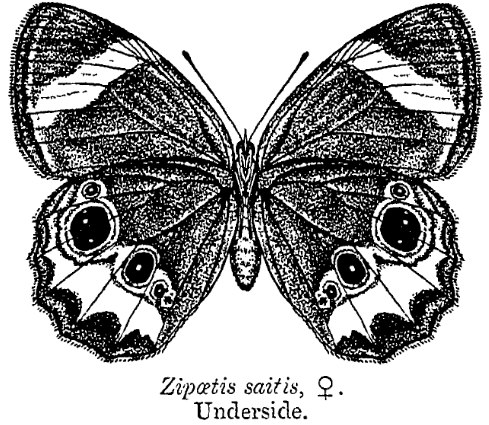